# Favières (Meurthe i Mosel·la)
Favières és un municipi francès situat al departament de Meurthe i Mosel·la i a la regió del Gran Est. L'any 2007 tenia 577 habitants.

## Demografia

### Població
El 2007 la població de fet de Favières era de 577 persones. Hi havia 212 famílies, de les quals 60 eren unipersonals (28 homes vivint sols i 32 dones vivint soles), 56 parelles sense fills, 72 parelles amb fills i 24 famílies monoparentals amb fills.
La població ha evolucionat segons el següent gràfic:
Habitants censats

### Habitatges
El 2007 hi havia 277 habitatges, 225 eren l'habitatge principal de la família, 23 eren segones residències i 29 estaven desocupats. 238 eren cases i 39 eren apartaments. Dels 225 habitatges principals, 170 estaven ocupats pels seus propietaris, 53 estaven llogats i ocupats pels llogaters i 2 estaven cedits a títol gratuït; 5 tenien una cambra, 7 en tenien dues, 15 en tenien tres, 47 en tenien quatre i 151 en tenien cinc o més. 185 habitatges disposaven pel capbaix d'una plaça de pàrquing. A 92 habitatges hi havia un automòbil i a 99 n'hi havia dos o més.

### Piràmide de població
La piràmide de població per edats i sexe el 2009 era:
| Homes | Edats   | Dones |
| ----- | ------- | ----- |
| 0     | 95 o +  | 0     |
| 0     | 90 a 94 | 4     |
| 4     | 85 a 89 | 4     |
| 0     | 80 a 84 | 4     |
| 4     | 75 a 79 | 12    |
| 4     | 70 a 74 | 12    |
| 20    | 65 a 69 | 16    |
| 8     | 60 a 64 | 8     |
| 28    | 55 a 59 | 8     |
| 20    | 50 a 54 | 20    |
| 28    | 45 a 49 | 24    |
| 24    | 40 a 44 | 28    |
| 8     | 35 a 39 | 8     |
| 20    | 30 a 34 | 16    |
| 4     | 25 a 29 | 0     |
| 24    | 20 a 24 | 16    |
| 20    | 15 a 19 | 8     |
| 8     | 10 a 14 | 24    |
| 4     | 5 a 9   | 24    |
| 0     | 0 a 4   | 8     |

## Economia
El 2007 la població en edat de treballar era de 362 persones, 266 eren actives i 96 eren inactives. De les 266 persones actives 235 estaven ocupades (134 homes i 101 dones) i 31 estaven aturades (13 homes i 18 dones). De les 96 persones inactives 35 estaven jubilades, 32 estaven estudiant i 29 estaven classificades com a «altres inactius».

### Ingressos
El 2009 a Favières hi havia 227 unitats fiscals que integraven 577,5 persones, la mediana anual d'ingressos fiscals per persona era de 15.552 €.

### Activitats econòmiques
Dels 30 establiments que hi havia el 2007, 1 era d'una empresa alimentària, 2 d'empreses de fabricació d'altres productes industrials, 6 d'empreses de construcció, 8 d'empreses de comerç i reparació d'automòbils, 3 d'empreses de transport, 2 d'empreses d'hostatgeria i restauració, 3 d'empreses financeres, 1 d'una empresa immobiliària, 3 d'empreses de serveis i 1 d'una empresa classificada com a «altres activitats de serveis».
Dels 9 establiments de servei als particulars que hi havia el 2009, 1 era una oficina de correu, 1 taller de reparació d'automòbils i de material agrícola, 1 paleta, 2 fusteries, 1 lampisteria, 1 electricista, 1 perruqueria i 1 restaurant.
L'únic establiment comercial que hi havia el 2009 era una fleca.
L'any 2000 a Favières hi havia 11 explotacions agrícoles que ocupaven un total de 425 hectàrees.

## Equipaments sanitaris i escolars
El 2009 hi havia una escola elemental.

## Poblacions més properes
El següent diagrama mostra les poblacions més properes.